# Reederei Fendel
Die Reederei Fendel wurde 1875 von Josef Conrad Fendel in Mannheim gegründet. Fendel gilt als einer der Pioniere in der Rheintankschifffahrt. 1887 ließ er als Erster Tanks zum Transport von Petroleum in eines seiner Schiffe einbauen.

## Geschichte
Der Mannheimer Partikulier Joseph Conrad Fendel transportierte bis dahin schon Öl in Fässern mit seinen vier Schiffen. 1887 schloss er mit dem Mannheimer Mineralölunternehmer Philipp Poth einen Vertrag über die jährliche Lieferung von 50.000 Barrel Öl von den Rheinmündungshäfen nach Mannheim ab. Da die Reisen von Rotterdam nach Mannheim mit Öl als Stückgutladung zu lange dauerte, ließ Fendel in seinen Schleppkahn Carolina lose Tanks mit einem Volumen von 4800 Barrel einbauen. Die durchschnittliche Reisezeit von Mannheim nach Rotterdam und zurück betrug 20 Tage. So konnte Fendel den Vertrag  erfüllen. Der Mineralölverbrauch stieg weiter an, und so ließ Fendel ab 1890 die ersten reinen Binnentankschiffe in Deutschland bauen. Diese waren namentlich die Magdalena, Josef, Josefine und Friedrich. Jedes Schiff hatte eine Tragfähigkeit von rund 1100 Tonnen. Der Laderaum war durch ein Längsschott und mehrere Querschotten in einzelne Tanks unterteilt.
Da der Geschäftsumfang den eines Partikuliers überstieg wurde aus dem Partikulierbetrieb 1894 die Reederei Gebrüder Fendel. 1899 wurde die Rheinschiffahrt AG, vormals Fendel (RAG) gegründet, die damals schon sieben Dampfschlepper und 23 Lastkähne besaß. 1912 entstand aus dem Zusammenschluss der RAG und der Badischen AG für Rheinschiffahrt und Seetransport (BAG) die Rhenus Transport AG mit Sitz in Frankfurt am Main und Mannheim. Dazu kam die Aktienmehrheit an der belgischen Reederei Lloyd Rhenan, Antwerpen, die 34 Güterdampfer besaß. Im selben Jahr wurde noch die Frankfurter Spedition William Egan &  Cie. aufgekauft. Durch die Zusammenlegung verschiedener Schifffahrtsunternehmen wurden ein badischer und ein preußischer Konzern gebildet. Der badische Teil bestand aus der RAG, der BAG und der Bayerischen Transportgesellschaft Ludwigshafen. Der preussische Konzern bestand aus der Rhein- und Seeschiffahrtsgesellschaft Köln, der Mannheimer Lagerhaus-Gesellschaft (MLG) und der 1842 gegründeten Mannheimer Dampfschiffahrts-Gesellschaft. 1929 wurden beide Konzerne zusammengelegt. Vor dem Zweiten Weltkrieg bestand die Flotte aus rund 500 Schiffen, davon 283 Frachtkähne, 26 Dampfgüterschiffe, 137 Motorgüter- und Tankschiffe sowie 56 Motor- und Dampfschlepper. 1943 erfolgte die Zusammenlegung beider Konzerngruppen zur Fendel Schiffahrt AG Mannheim.

## Nach 1945
In der Nachkriegszeit in Deutschland wurde die Flotte erweitert. 1960 bestand sie aus 300 Schiffen: 150 Schleppkähne, 13 Motorschlepper, 25 Schleppmotorschiffe, sogenannte Sattelschlepper, 83 Güterschiffe, 20 Tankschiffe und 20 Lahnschiffe. 1970 übernahm Fendel die Klöckner Reederei GmbH Duisburg mit 16 Güterschiffen und Anteile der Reederei Jaegers. 1971 fusionierten die Reederei Fendel Schiffahrt AG, die Vereinigten Stinnes Rheinreedereien und die Bremen-Mindener Schiffahrts-AG zur Fendel Stinnes Schiffahrt AG.